# Courcelles-le-Comte
Courcelles-le-Comte és un municipi francès situat al departament del Pas de Calais i a la regió dels Alts de França. L'any 2007 tenia 459 habitants.

## Demografia

### Població
El 2007 la població de fet de Courcelles-le-Comte era de 459 persones. Hi havia 169 famílies de les quals 37 eren unipersonals (16 homes vivint sols i 21 dones vivint soles), 49 parelles sense fills, 58 parelles amb fills i 25 famílies monoparentals amb fills.
La població ha evolucionat segons el següent gràfic:
Habitants censats

### Habitatges
El 2007 hi havia 185 habitatges, 170 eren l'habitatge principal de la família i 15 estaven desocupats. 184 eren cases i 1 era un apartament. Dels 170 habitatges principals, 145 estaven ocupats pels seus propietaris, 20 estaven llogats i ocupats pels llogaters i 5 estaven cedits a títol gratuït; 7 tenien dues cambres, 28 en tenien tres, 38 en tenien quatre i 97 en tenien cinc o més. 144 habitatges disposaven pel capbaix d'una plaça de pàrquing. A 80 habitatges hi havia un automòbil i a 69 n'hi havia dos o més.

### Piràmide de població
La piràmide de població per edats i sexe el 2009 era:
| Homes | Edats   | Dones |
| ----- | ------- | ----- |
| 0     | 95 o +  | 4     |
| 0     | 90 a 94 | 0     |
| 0     | 85 a 89 | 0     |
| 0     | 80 a 84 | 0     |
| 4     | 75 a 79 | 12    |
| 20    | 70 a 74 | 0     |
| 8     | 65 a 69 | 24    |
| 12    | 60 a 64 | 12    |
| 0     | 55 a 59 | 8     |
| 4     | 50 a 54 | 8     |
| 12    | 45 a 49 | 8     |
| 12    | 40 a 44 | 8     |
| 28    | 35 a 39 | 24    |
| 24    | 30 a 34 | 20    |
| 4     | 25 a 29 | 28    |
| 4     | 20 a 24 | 0     |
| 12    | 15 a 19 | 8     |
| 24    | 10 a 14 | 32    |
| 8     | 5 a 9   | 16    |
| 20    | 0 a 4   | 28    |

## Economia
El 2007 la població en edat de treballar era de 278 persones, 211 eren actives i 67 eren inactives. De les 211 persones actives 200 estaven ocupades (112 homes i 88 dones) i 10 estaven aturades (2 homes i 8 dones). De les 67 persones inactives 12 estaven jubilades, 28 estaven estudiant i 27 estaven classificades com a «altres inactius».

### Ingressos
El 2009 a Courcelles-le-Comte hi havia 172 unitats fiscals que integraven 452 persones, la mediana anual d'ingressos fiscals per persona era de 17.147 €.

### Activitats econòmiques
Dels 11 establiments que hi havia el 2007, 1 era d'una empresa extractiva, 1 d'una empresa de fabricació d'altres productes industrials, 1 d'una empresa de construcció, 3 d'empreses de comerç i reparació d'automòbils, 1 d'una empresa financera, 3 d'empreses de serveis i 1 d'una entitat de l'administració pública.
L'únic servei als particulars que hi havia el 2009 era una lampisteria.
L'any 2000 a Courcelles-le-Comte hi havia 6 explotacions agrícoles.

## Equipaments sanitaris i escolars
El 2009 hi havia una escola maternal integrada dins d'un grup escolar amb les comunes properes formant una escola dispersa.

## Poblacions més properes
El següent diagrama mostra les poblacions més properes.